# Peter Angkyier

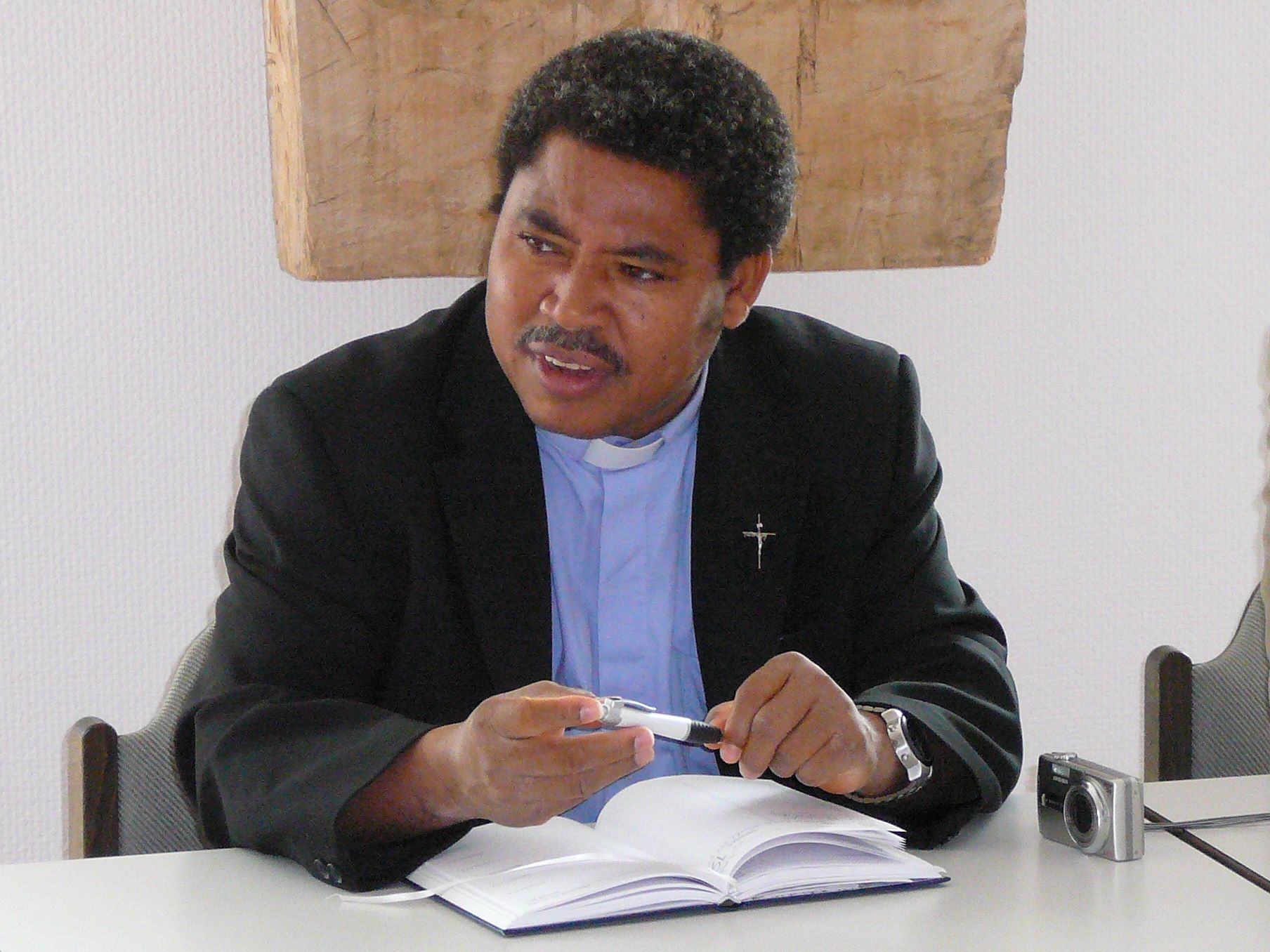
Bischof Peter Paul Angkyier

Peter Paul Yelezuome Angkyier (* 26. November 1961 in Monyupelle, Upper West Region, Ghana) ist ein ghanaischer Geistlicher und Bischof von Damongo.

## Leben
Peter Angkyier besuchte die St. Anne´s Primary School in Damongo, dann die Gegenkpe L/A Primary in Nandom, danach die St. Joseph´s Primary School in Tamale. Von 1977 bis 1982 war er auf der St. Charles Minor Seminary/Secondary School, besuchte danach bis 1984 die Tamale Secondary School bis 1984. Es folgte das St. Victor´s Major Seminary. Er empfing am 15. August 1992 das Sakrament der Priesterweihe für das Erzbistum Tamale. Seine erste Priesterstelle war die Uganda Parish in Bole 1992/93, danach kam er nach St. Anne´s in Damongo. Am 3. Februar 1995 wurde Peter Angkyier in den Klerus des Bistums Damongo inkardiniert. Von Jänner 1995 bis Juli 1996 war er Kaplan für englischsprechende Studenten in der Erzdiözese in Wien (Österreich) und spricht seither Deutsch. Von September 1996 bis Juni 2000 studierte er Psychologie in Rom. Danach wirkte er bis 2003 am St. Augustine´s Millenium Major Seminary in Tamale. Von Juni 2002 bis Februar 2009 war er Generalvikar in Damongo.
Am 17. Dezember 2010 ernannte ihn Papst Benedikt XVI. zum Bischof von Damongo. Der Erzbischof von Tamale, Philip Naameh, spendete ihm am 25. März 2011 die Bischofsweihe; Mitkonsekratoren waren der Bischof von Obuasi, Gabriel Justice Yaw Anokye, und der Bischof von Wa, Paul Bemile.
Peter Paul Angkyier pflegt viele gute Kontakte außerhalb seiner Heimat, unter anderen auch zum Bistum Münster und zur Pfarre Kuchl in Österreich. Er war begeisterter Fußballer und bezeichnet sich noch immer als Hirten, der heute für seine Leute sorgt, in seiner Jugend waren es Ziegen und Schafe.